# مبارك الهاجري
مبارك محمد الهاجري: (من مواليد 24 سبتمبر 1963م) رجل أعمال ومتسابق راليات قطري.

## مسيرته في عالم الراليات
بدأ الهاجري مسيرته في عالم الراليات سائقًا بمشاركة هي الأولى له في رالي كروس السلام (رالي أوتوكروس) عام 1981 خلف مقود سيارة «داتسون 280 زد إكس» وتمكن من احتلال المركز الرابع وصادف أن أحرز المركز الأول ابن عمه سعيد بن راشد الهاجري، قبل أن يعمد إلى تطوير وتجهيز سيارة «داتسون 160 جي» بالاشتراك مع جابر المري ليشارك على متنها في راليات محلية في قطر وكان غالبا ما يتصدر السباقات قبل أن يضطر للانسحاب في اللحظات الأخيرة[بحاجة لمصدر]، فيما لم يتمكن من إكمال باقي السباقات.
قرر أن يتجة للمقعد الثاني وهو الملاح (المساعد) وكان ذلك في عام 1984 حين شارك مع مواطنه جابر المري على متن سيارته الـ «داتسون 160 جي» وتمكنا من احتلال المركز العاشر في الترتيب العام، كما جلس في بداياته الملاحية إلى جانب مواطنه الآخر عباس الموسوي.
عام 1988 احترف الملاحة وكان النجاح حليفهُ وتعلم الكثير من الملاحين الأجانب الذي كان على تواصل دائم معهم في الراليات على غرار جون سبيلر وكريس ويلز، وظل في «المقعد الساخن» حتى عام 2000 حين قرر الانتقال مجددًا للجلوس خلف المقود، ومرة جديدة حصد النجاحات داخل المراحل الخاصة للسرعة وعلى الكثبان الرملية لراليات الكروس كاونتري.
يعتبر الهاجري من بين أبرز الأسماء العربية في بطولة الشرق الأوسط للراليات على غرار مواطنيه سعيد الهاجري بطل الشرق الأوسط مرتين وناصر بن خليفة العطية وناصر بن صالح العطية بطل الشرق الأوسط 15 مرة وعباس الموسوي، والإماراتي «الطائر» محمد بن سليم (13 مرة) ومواطنيه الشيخ سهيل بن خليفة آل مكتوم وخليفة المطيوعي، والسعودي ممدوح خياط (بطل الشرق الأوسط للراليات عام 1992)، إضافة إلى المخضرم في الراليات اللبناني ميشال صالح وعبد الله عمر.
لقب بالـ «بوصلة البشرية» وقال عنه ناصر بن صالح العطية بطل رالي داكار ثلاث مرات «هو عقل متحرك وأنا أرتاح لوجوده معي»، كما أُطلق عليه لقب الـ «جارف» عندما انتقل للقيادة بنفسه.
فاز الهاجري بأكثر من 450 كأسًا باحتلاله لأحد المراكز الثلاثة الأولى خلال مسيرتهُ، كما أحرز عدة ألقاب في عام واحد ففاز في عُمان مع السائق عبد الرحمن الكمالي، وفي بطولتي الإمارات وتحدي الصحراء مع الشيخ سهيل بن خليفة آل مكتوم، واتبعه مع الشيخ سهيل نفسه بفوز برالي دبي عام 1990، وببطولة قطر المحلية مع ابن عمه مبارك بن راشد الهاجري (شقيق سعيد).
في عام 1989 أحرز لقب الملاحين لبطولة تحدي الصحراء 4×4 ضمن فئة السيارات المعدلة بحصده 40 نقطة متقدمًا على الكويتي خالد خليفة (37 نقطة) والإماراتي محمد عمر (32).
أحرز الهاجري ملاحًا لقب بطولة قطر الوطنية للراليات أربع مرات في مسيرتهُ تقاسمها بالتساوي مع ابن عمه مبارك بن راشد الهاجري عامي 1988 و1989 على متن «أوبل مانتا 400»، ولاحقًا مع حمد السويدي عامي 1999 و2000، قبل أن يحرز اللقب كسائق عام 2009 مع مواطنه عادل حسين.
فاز الملاح ـ السائق الهاجري للمرة الأخيرة في رالي ضمن بطولة الشرق الأوسط للراليات ملاحًا مع السائق الإماراتي خليفة المطيوعي وكان ذلك في رالي قطر عام 1995 على متن «تويوتا سيليكا توربو 4 × 4».
كان الهاجري فاز إلى جانب مواطنه ناصر بن خليفة العطية (رئيس الاتحاد القطري للسيارات والدراجات النارية ونائب رئيس الاتحاد الدولي للسيارات سابقًا) برالي قطر 1993 على متن «تويوتا سيليكا جي تي4»، علمًا أن سجل الهاجري يتضمن الفوز بثلاثة راليات شرق أوسطية، فإلى جانب فوزه برالي قطر مرتين (1993 و1995) تمكن من إحراز المركز الأول في رالي الإمارات (دبي) عام 1990 إلى جانب السائق الإماراتي الشيخ سهيل بن خليفة آل مكتوم على متن «ميتسوبيشي جالانت ڤي آر4».
• نجح الهاجري مع الإماراتي خليفة المطيوعي في الفوز ثلاث مرات بلقب برالي الألف عرقوب والذي يمتد لأكثر من 24 ساعة متواصلة وذلك أعوام 1996 و1998 و1999، ما أهَّل السائق الإماراتي للإحتفاظ بالسيف الذهبي الذي يُمْنَح مكافأةً لصاحب المركز الأول إلى الأبد.
بات الهاجري، بصعوده إلى منصة تتويج رالي سوريا الدولي التاسع عام 2009 حين احتل المركز الثالث مع ملاحه ومواطنه عادل حسين (سوبارو إيمبريزا)، أول سائق يقف على عتبات منصات إحدى جولات بطولة الشرق الأوسط ملاحًا وسائقًا، وقد تسنى له حينها تحقيق هذا الإنجاز بعد إعتلائه منصات التتويج ملاحًا خلال مسيرتهُ العامرة بالإنجازات والإنتصارات.
في بداية عام 2020 عاد الهاجري، بعد ثمانية أعوام من مشاركتهُ الأخيرة إلى عالم الراليات للمشاركة في «مناطق» رالي قطر كروس كانتري، الجولة الأولى «فيا» كأس العالم للراليات الصحراوية «كروس كانتري» بعد مسيرة طويلة ملاحًا وكسائق.
تعود المشاركة الأخيرة للهاجري قبل رالي قطر كروس كانتري إلى رالي قطر الدولي 2012 ضمن بطولة الشرق الأوسط للراليات حيث شارك إلى جانب الملاح عارف يوسف محمد على متن «سوبارو إيمبريزا».
تحدث الهاجري عن عودتهُ ومشاركتهُ في رالي قطر كروس كانتري على متن كان ـ أم مافريك إكس3 (تي3) حيث جلس إلى جانبهُ الملاح الفرنسي لوران ليشتلوشتر، قائلا: «من الرائع أن أعود. اخترت المشاركة في فئة الـ» تي3«لأنها فئة تنافسية جدًا وسأكون قادرًا على الحكم على سرعتي بمواجهة العديد من السائقين».
حلّ السائق القطري في المركز 13 في الترتيب العام للرالي الدولي، وتمكن من الفوز بلقب الجولة الثالثة من البطولة المحلية.

## نبذة عن أبرز مشاركات الهاجري

### نتائج لعام 1984
| اسم الرالي        | رالي قطر الدولي            |
| ----------------- | -------------------------- |
| البطولة           | تحدي الخليج - الشرق الأوسط |
| الجولة            | الثالثة - الرابعة          |
| المركز            | العاشر                     |
| السائقين          | مبارك الهاجري ـ أبو قورة   |
| السيارة           | داتسون 160                 |
| الفئة أو المجموعة | چي                         |

### نتائج لعام 1986
| اسم الرالي        | رالي الأردن روثمان الدولي | رالي عُمان الدولي             | رالي دبي الدولي              | قطر للراليات                 |
| ----------------- | ------------------------- | ---------------------------- | ---------------------------- | ---------------------------- |
| البطولة           | الشرق الأوسط للراليات     | الشرق الأوسط للراليات        | الشرق الأوسط للراليات        | بطولة قطر للراليات           |
| الجولة            | الثانية                   | الثالثة                      | الرابعة الأخيرة              | الثانية                      |
| المركز            | 12                        | الثامن                       | الثالث                       | الأوّل                        |
| السائقين          | يوسف علوه ـ مبارك الهاجري | عباس الموسوي ـ مبارك الهاجري | عباس الموسوي ـ مبارك الهاجري | عباس الموسوي ـ مبارك الهاجري |
| السيارة           | تويوتا ستارليت            | تالبوت صنبيم لوتس            | تالبوت صنبيم لوتس            | تالبوت صنبيم لوتس            |
| الفئة أو المجموعة | أس                        | ب                            | ب                            | ب                            |

### نتائج لعام 1987
| اسم الرالي        | رالي قطر الدولي                                     | رالي الكويت الدولي           | رالي الأردن الدولي                                  | رالي عُمان الدولي             | قطر المحلية                           | رالي مسافي                  | رالي البحرين                 |
| ----------------- | --------------------------------------------------- | ---------------------------- | --------------------------------------------------- | ---------------------------- | ------------------------------------- | --------------------------- | ---------------------------- |
| البطولة           | بطولة الشرق الأوسط للراليات                         | بطولة الشرق الأوسط للراليات  | بطولة الشرق الأوسط للراليات                         | بطولة الشرق الأوسط للراليات  | بطولة قطر المحلية                     | بطولة الإمارات              | تحدي الصحراء 4 × 4           |
| الجولة            | الأولى                                              | الثانية                      | الثالثة                                             | الخامسة                      | الخامسة                               | --                          | الثانية                      |
| المركز            | --                                                  | 13                           | --                                                  | الخامس                       | الأوّل                                 | الخامس                      | الأول                        |
| السائقين          | عبدالله عمر المجيد ـ مبارك الهاجري                  | عباس الموسوي ـ مبارك الهاجري | عباس الموسوي ـ مبارك الهاجري                        | حمد المزروعي ـ مبارك الهاجري | مبارك بن راشد الهاجري ـ مبارك الهاجري | عبدالله عمر ـ مبارك الهاجري | عباس الموسوي ـ مبارك الهاجري |
| السيارة           | أوبل مانتا 400                                      | تالبوت صنبيم لوتس            | تالبوت صنبيم لوتس                                   | نيسان 240 آر أس              | أوبل مانتا 400                        | لاندروفر                    | رانج روفر                    |
| الفئة أو المجموعة | --                                                  | ب                            | ب                                                   | ب                            | --                                    | --                          | د                            |
| ملحوظة            | انسحب الفريق في المرحلة 18 بسبب تعطل المحور الخلفي. | --                           | انسحب الفريق بسبب اعطال ميكانيكية في المرحلة الأولى | --                           | --                                    | --                          | --                           |

### نتائج لعام 1988
| اسم الرالي       | رالي البحرين                          | رالي الكويت                 | رالي عُمان                             | رالي دبي الدولي الثامن                | رالي قطر ـ ناصر بن خالد وأولاده                                    | مارلبورو رالي الجبل الدولي الرابع عشر | رالي عُمان الدولي                      | رالي دبي الدولي                       | رالي مسافي التاسع            |
| ---------------- | ------------------------------------- | --------------------------- | ------------------------------------- | ------------------------------------- | ------------------------------------------------------------------ | ------------------------------------- | ------------------------------------- | ------------------------------------- | ---------------------------- |
| البطولة          | مارلبورو تحدي الصحراء 4 × 4           | مارلبورو تحدي الصحراء 4 × 4 | مارلبورو تحدي الصحراء 4 × 4           | مارلبورو تحدي الصحراء 4 × 4           | الشرق الاوسط للراليات                                              | الشرق الأوسط للراليات                 | الشرق الأوسط للراليات                 | الشرق الأوسط للراليات                 | الشرق الأوسط للراليات        |
| الجولة           | الأولى                                | الثالثة                     | الرابعة                               | الرابعة الاخيرة                       | الاولى                                                             | الرابعة                               | الخامسة                               | الخامسة الاخيرة                       | --                           |
| المركز           | الثاني                                | الثامن                      | الثاني                                | الخامس                                | --                                                                 | الثاني                                | الرابع                                | التاسع                                | الثاني                       |
| السائقين         | مبارك بن راشد الهاجري ـ مبارك الهاجري | عبدالله عمر ـ مبارك الهاجري | مبارك بن راشد الهاجري ـ مبارك الهاجري | مبارك بن راشد الهاجري ـ مبارك الهاجري | سعدون الكواري ـ مبارك الهاجري                                      | سعيد الهاجري ـ مبارك الهاجري          | مبارك بن راشد الهاجري ـ مبارك الهاجري | مبارك بن راشد الهاجري ـ مبارك الهاجري | سعيد الهاجري ـ مبارك الهاجري |
| السيارة          | ميتسوبيشي باجيرو                      | ميتسوبيشي باجيرو            | ميتسوبيشي باجيرو                      | ميتسوبيشي باجيرو                      | أوبل مانتا 400                                                     | فورد سييرا كوزورث                     | ميتسوبيشي باجيرو                      | ميتسوبيشي باجيرو                      | ميتسوبيشي باجيرو             |
| الفئة / المجموعة | أ                                     | أ                           | أس                                    | أس                                    | --                                                                 | ب                                     | أس                                    | أس                                    | --                           |
| ملحوظة           | --                                    | --                          | --                                    | --                                    | انسحب الفريق في المرحلة الثالثة بسبب تضرر مضخة الزيت وتعطل المحرك. | --                                    | --                                    | --                                    | --                           |

### نتائج لعام 1989
| اسم الرالي       | رايد عُمان                  | رايد الأردن                | رايد قطر                                               | رايد الكويت                | رالي مسافي العاشر             | عُمان للراليات                      | رالي عُمان الصيفي الليلي            | عُمان للراليات                      | رالي الشارقة                                 | قطر الوطنية للراليات         | رالي الإمارات الدولي         |
| ---------------- | -------------------------- | -------------------------- | ------------------------------------------------------ | -------------------------- | ----------------------------- | ---------------------------------- | ---------------------------------- | ---------------------------------- | -------------------------------------------- | ---------------------------- | ---------------------------- |
| البطولة          | بطولة تحدي الصحراء 4× 4    | بطولة تحدي الصحراء 4× 4    | بطولة تحدي الصحراء 4×4                                 | بطولة تحدي الصحراء 4×4     | بطولة تحدي الصحراء 4×4        | بطولة عُمان للراليات                | بطولة عُمان للراليات                | بطولة عُمان للراليات                | بطولة الإمارات                               | بطولة قطر الوطنية للراليات   | بطولة الشرق الأوسط للراليات  |
| الجولة           | الأولى                     | الثانية                    | الثالثة                                                | الرابعة الاخيرة            | --                            | الثانية                            | الأول                              | الثالثة                            | --                                           | الثالثة                      | الثالثة الاخيرة              |
| المركز           | الثاني                     | الثاني                     | --                                                     | الأول                      | الأول                         | السادس                             | --                                 | الرابع                             | الثاني                                       | الأول                        | السادس                       |
| السائقين         | ممدوح خياط ـ مبارك الهاجري | ميشال صالح ـ مبارك الهاجري | ميشال صالح ـ مبارك الهاجري                             | ميشال صالح ـ مبارك الهاجري | سهيل بن خليفة ـ مبارك الهاجري | عبد الرحمن الكمالي ـ مبارك الهاجري | عبد الرحمن الكمالي ـ مبارك الهاجري | عبد الرحمن الكمالي ـ مبارك الهاجري | الشيخ سهيل بن خليفة آل مكتوم ـ مبارك الهاجري | سعيد الهاجري ـ مبارك الهاجري | حمد المزروعي ـ مبارك الهاجري |
| السيارة          | ميتسوبيشي باجيرو           | رانج روفر                  | رانج روفر                                              | رانج روفر                  | لاندروفر                      | رانج روفر                          | نيسان 240 آر أس                    | نيسان 240 آر أس                    | أودي كواترو                                  | أوبل مانتا 400               | نيسان باترول                 |
| الفئة / المجموعة | ×                          | الفئة 2 / المجموعة 1       | الفئة 2 / المجموعة 1                                   | الفئة 2 / المجموعة 1       | د                             | --                                 | --                                 | --                                 | ب                                            | --                           | أس                           |
| ملحوظة           | --                         | --                         | انسحب الفريق بسبب تعطل موزع الشرارة في المرحلة السادسة | --                         | --                            | --                                 | --                                 | --                                 | --                                           | --                           | --                           |

### نتائج لعام 1990
| اسم الرالي       | رايد دبي                                     | رايد الأردن                                  | رايد قطر                                                                | رالي مسافي الحادي عشر                        | رالي الأردن الدولي                           | رالي دبي الدولي                              | قطر المحلية للراليات | قطر المحلية للراليات | قطر المحلية للراليات | الإمارات الوطنية للراليات                    | الإمارات الوطنية للراليات                    | رايد دبي الصحراوي                            |
| ---------------- | -------------------------------------------- | -------------------------------------------- | ----------------------------------------------------------------------- | -------------------------------------------- | -------------------------------------------- | -------------------------------------------- | -------------------- | -------------------- | -------------------- | -------------------------------------------- | -------------------------------------------- | -------------------------------------------- |
| البطولة          | بطولة مارلبورو لتحدي الصحراء 4 × 4           | بطولة مارلبورو لتحدي الصحراء 4 × 4           | بطولة مارلبورو لتحدي الصحراء 4 × 4                                      | رالي مسافي الحادي عشر                        | الشرق الأوسط للراليات                        | الشرق الأوسط للراليات                        | قطر المحلية للراليات | قطر المحلية للراليات | قطر المحلية للراليات | الإمارات الوطنية للراليات                    | الإمارات الوطنية للراليات                    | رايد دبي الصحراوي                            |
| الجولة           | الأولى                                       | الثالثة                                      | الرابعة الاخيرة                                                         | --                                           | الثانية                                      | الرابعة الاخيرة                              | مثال                 | مثال                 | مثال                 | السابعة                                      | الثامنة                                      | --                                           |
| المركز           | الأول                                        | الثاني                                       | --                                                                      | الأول                                        | الثاني                                       | الأول                                        | مثال                 | مثال                 | مثال                 | الأول                                        | الأول                                        | الأول                                        |
| السائقين         | الشيخ سهيل بن خليفة آل مكتوم ـ مبارك الهاجري | الشيخ سهيل بن خليفة آل مكتوم ـ مبارك الهاجري | الشيخ سهيل بن خليفة آل مكتوم ـ مبارك الهاجري                            | الشيخ سهيل بن خليفة آل مكتوم ـ مبارك الهاجري | الشيخ سهيل بن خليفة آل مكتوم ـ مبارك الهاجري | الشيخ سهيل بن خليفة آل مكتوم ـ مبارك الهاجري | مثال                 | مثال                 | مثال                 | الشيخ سهيل بن خليفة آل مكتوم ـ مبارك الهاجري | الشيخ سهيل بن خليفة آل مكتوم ـ مبارك الهاجري | الشيخ سهيل بن خليفة آل مكتوم ـ مبارك الهاجري |
| السيارة          | لاندروفر                                     | ميتسوبيشي باجيرو                             | ميتسوبيشي باجيرو                                                        | لاندروفر                                     | ميتسوبيشي غالنت في آر                        | ميتسوبيشي غالنت في آر                        | مثال                 | مثال                 | مثال                 | ميتسوبيشي جالانت ڤي آر4                      | ميتسوبيشي جالانت ڤي آر4                      | لاندروفر 110                                 |
| الفئة / المجموعة | 1                                            | تي 2                                         | --                                                                      | --                                           | أ                                            | --                                           | مثال                 | مثال                 | مثال                 | --                                           | --                                           | تي3                                          |
| ملحوظة           | مثال                                         | مثال                                         | انسحب الفريق بسبب تعطل جهاز تبريد شاحن الهواء (توربو) في المرحلة الأولى | --                                           | --                                           | --                                           | مثال                 | مثال                 | مثال                 | --                                           | --                                           | --                                           |

### نتائج لعام 1991
| اسم الرالي       | رالي عُمان الدولي                             | رالي دبي الدولي                                                      |
| ---------------- | -------------------------------------------- | -------------------------------------------------------------------- |
| البطولة          | الشرق الأوسط للراليات                        | الشرق الأوسط للراليات                                                |
| الجولة           | الثالثة                                      | الرابعة                                                              |
| المركز           | الثاني                                       | --                                                                   |
| السائقين         | الشيخ سهيل بن خليفة آل مكتوم ـ مبارك الهاجري | الشيخ سهيل بن خليفة آل مكتوم ـ مبارك الهاجري                         |
| السيارة          | ميتسوبيشي جالانت ڤي آر4                      | ميتسوبيشي جالانت ڤي آر4                                              |
| الفئة / المجموعة | --                                           | --                                                                   |
| ملحوظة           | --                                           | انسحب الفريق بسبب تعطل المبرد الحراري ومبرد الزيت في المرحلة الرابعة |

### نتائج لعام 1992
| اسم الرالي       | رالي قطر الدولي                                     | رالي دبي الدولي              | مارلبورو رالي الإمارات الصحراوي | الإمارات المحلية للراليات       | رالي رايد الفراعنة                   | رالي قطر الوطني الرابع                   |
| ---------------- | --------------------------------------------------- | ---------------------------- | ------------------------------- | ------------------------------- | ------------------------------------ | ---------------------------------------- |
| البطولة          | الشرق الأوسط للراليات                               | الشرق الأوسط للراليات        | مارلبورو رالي الإمارات الصحراوي | بطولة الإمارات المحلية للراليات | رالي رايد الفراعنة                   | قطر للراليات                             |
| الجولة           | الأولى                                              | الخامسة الأخيرة              | --                              | السادسة                         | --                                   | الخامسة الاخيرة                          |
| المركز           | --                                                  | الثاني                       | 13                              | الثاني                          | --                                   | الثالث                                   |
| السائقين         | الشيخ حمد بن عيد آل ثاني ـ مبارك الهاجري            | حمد المزروعي ـ مبارك الهاجري | حمد المزروعي ـ مبارك الهاجري    | حمد المزروعي ـ مبارك الهاجري    | ناصر بن خليفة العطية ـ مبارك الهاجري | الشيخ حمد بن عيد آل ثاني ـ مبارك الهاجري |
| السيارة          | بي أم دبليو أم3                                     | نيسان باترول                 | نيسان باترول                    | نيسان باترول                    | نيسان باترول                         | رانج روفر                                |
| الفئة / المجموعة | --                                                  | أس                           | --                              | أس                              | --                                   | --                                       |
| ملحوظة           | انسحب الفريق بسبب مشاكل كهربائية في المرحلة الخامسة | --                           | --                              | --                              | انسحب الفريق بسبب حادث               | --                                       |

### نتائج لعام 1993
| اسم الرالي       | رالي قطر الدولي                      | رالي الأردن الدولي                   | مارلبورو رالي لبنان الدولي السابع عشر                              | رالي عُمان الدولي الرابع                                                 | قطر الوطنية للراليات                 | قطر الوطنية للراليات         | مارلبورو رالي الإمارات الصحراوي الثالث | رالي رايد ـ باجا قطر الدولي الاول   |
| ---------------- | ------------------------------------ | ------------------------------------ | ------------------------------------------------------------------ | ----------------------------------------------------------------------- | ------------------------------------ | ---------------------------- | -------------------------------------- | ----------------------------------- |
| البطولة          | الشرق الأوسط للراليات                | الشرق الأوسط للراليات                | الشرق الأوسط للراليات                                              | الشرق الأوسط للراليات                                                   | قطر الوطنية للراليات                 | قطر الوطنية للراليات         | كأس العالم للرالي رايد                 | كأس العالم للرالي رايد              |
| الجولة           | الأولى                               | الثانية                              | الثالثة                                                            | الرابعة                                                                 | الثانية                              | الرابعة                      | الأخيرة                                | --                                  |
| المركز           | الأول                                | --                                   | --                                                                 | --                                                                      | الأول                                | الثاني                       | الخامس                                 | --                                  |
| السائقين         | ناصر بن خليفة العطية ـ مبارك الهاجري | ناصر بن خليفة العطية ـ مبارك الهاجري | ناصر بن خليفة العطية ـ مبارك الهاجري                               | ناصر بن خليفة العطية ـ مبارك الهاجري                                    | ناصر بن خليفة العطية ـ مبارك الهاجري | حمد المرزوقي ـ مبارك الهاجري | ناصر بن صالح العطية ـ مبارك الهاجري    | ناصر بن صالح العطية ـ مبارك الهاجري |
| السيارة          | تويوتا سيليكا جي تي 4                | تويوتا سيليكا جي تي 4                | تويوتا سيليكا جي تي 4                                              | تويوتا سيليكا جي تي 4                                                   | تويوتا سيليكا جي تي 4                | أوبل مانتا 400               | لاند روفر                              | لاند روفر                           |
| الفئة / المجموعة | أ                                    | أ                                    | أ                                                                  | أ                                                                       | أ                                    | --                           | --                                     | --                                  |
| ملحوظة           | --                                   | انسحب الفريق بسبب حادث               | تم إقصاء الفريق من الرالي بسبب عدم مطابقة الإطارات للمقاس القانوني | انسحب الفريق بسبب تعطل علبة التروس في المرحلة الخاصة الاولى الاستعراضية | --                                   | --                           | --                                     | انسحاب طوعي بعد تسرب الزيت          |

### نتائج لعام 1994
| اسم الرالي       | رالي قطر الدولي                                         | قطر الوطنية للراليات                               |
| ---------------- | ------------------------------------------------------- | -------------------------------------------------- |
| البطولة          | الشرق الأوسط للراليات                                   | قطر الوطنية للراليات                               |
| الجولة           | الأولى                                                  | الثالثة                                            |
| المركز           | --                                                      | --                                                 |
| السائقين         | ميشال صالح ـ مبارك الهاجري                              | ناصر بن صالح العطية ـ مبارك الهاجري                |
| السيارة          | تويوتا سيليكا جي تي4                                    | تويوتا                                             |
| الفئة / المجموعة | --                                                      | --                                                 |
| ملحوظة           | انسحب الفريق بسبب عطل في علبة التروس في المرحلة العاشرة | انسحب الفريق بسبب عطل في المحرك في المرحلة الثانية |

### نتائج لعام 1995
| اسم الرالي       | قطر الوطنية للراليات                 | رالي الكويت الدولي                                      | رالي قطر الدولي                |
| ---------------- | ------------------------------------ | ------------------------------------------------------- | ------------------------------ |
| البطولة          | قطر الوطنية للراليات                 | الشرق الأوسط للراليات                                   | الشرق الأوسط للراليات          |
| الجولة           | الثانية                              | الرابعة                                                 | الخامسة                        |
| المركز           | الرابع                               | --                                                      | الأول                          |
| السائقين         | ناصر بن خليفة العطية ـ مبارك الهاجري | ناصر بن خليفة العطية ـ مبارك الهاجري                    | خليفة المطيوعي ـ مبارك الهاجري |
| السيارة          | سوبارو إيمبريزا                      | سوبارو إيمبريزا                                         | تويوتا سيليكا توربو 4 × 4      |
| الفئة / المجموعة | --                                   | --                                                      | أ                              |
| ملحوظة           | --                                   | انسحب الفريق بسبب عطل في علبة التروس في المرحلة الخامسة | --                             |

### نتائج لعام 1996
| اسم الرالي       | الإمارات الوطنية للراليات  | رالي الألف عرقوب               |
| ---------------- | -------------------------- | ------------------------------ |
| البطولة          | الإمارات الوطنية للراليات  | الإمارات الوطنية للراليات      |
| الجولة           | الثانية                    | الثالثة                        |
| المركز           | الثاني                     | الأول                          |
| السائقين         | توفيق متري ـ مبارك الهاجري | خليفة المطيوعي ـ مبارك الهاجري |
| السيارة          | رانج روفر                  | لاندروفر 110                   |
| الفئة / المجموعة | --                         | --                             |
| ملحوظة           | --                         | --                             |

### نتائج لعام 1997
| اسم الرالي       | رالي الربيع الصحراو ي          | رالي الالف عرقوب الثاني        | رالي مهرجان دبي للتسوق                                 | مارلبورو رالي الإمارات الصحراوي                   |
| ---------------- | ------------------------------ | ------------------------------ | ------------------------------------------------------ | ------------------------------------------------- |
| البطولة          | الإمارات الوطنية للراليات      | الإمارات الوطنية للراليات      | الإمارات الوطنية للراليات                              | كأس العالم للراليات الصحراوية الطويلة             |
| الجولة           | الأولى                         | الثانية                        | الثالثة                                                | الأخيرة                                           |
| المركز           | الأول                          | الثاني                         | --                                                     | --                                                |
| السائقين         | خليفة المطيوعي ـ مبارك الهاجري | خليفة المطيوعي ـ مبارك الهاجري | خليفة المطيوعي ـ مبارك الهاجري                         | خليفة المطيوعي ـ مبارك الهاجري                    |
| السيارة          | لاندروفر                       | لاندروفر                       | لاندروفر                                               | لانسيا دلتا نموذجية                               |
| الفئة / المجموعة | --                             | --                             | --                                                     | --                                                |
| ملحوظة           | --                             | --                             | انسحب الفريق بسبب عطل في علبة التروس في المرحلة الاولى | انسحب الفريق بسبب عطل في المحرك في المرحلة الاولى |

### نتائج لعام 1998
| اسم الرالي       | داكار نوار الالف عرقوب         | رالي الابطال                   | رالي العيد الوطني                                                 | رالي قطر الدولي                     |
| ---------------- | ------------------------------ | ------------------------------ | ----------------------------------------------------------------- | ----------------------------------- |
| البطولة          | الإمارات الوطنية للراليات      | الإمارات الوطنية للراليات      | الإمارات الوطنية للراليات                                         | الشرق الأوسط للراليات               |
| الجولة           | الثانية                        | الخامسة                        | الاخيرة                                                           | السادسة                             |
| المركز           | الأول                          | الأول                          | --                                                                | الرابع                              |
| السائقين         | خليفة المطيوعي ـ مبارك الهاجري | خليفة المطيوعي ـ مبارك الهاجري | خليفة المطيوعي ـ مبارك الهاجري                                    | ناصر بن صالح العطية ـ مبارك الهاجري |
| السيارة          | لاندروفر                       | تويوتا سيليكا جي تي4           | تويوتا سيليكا                                                     | تويوتا سيليكا جي تي 4               |
| الفئة / المجموعة | --                             | --                             | --                                                                | أ                                   |
| ملحوظة           | --                             | --                             | انسحب الفريق بسبب عطل في الحاسوب (الكومبيوتر) في المرحلة الثانية. | --                                  |

### نتائج لعام 1999
| اسم الرالي       | رالي الاتحاد الصحراوي          | رالي الربيع الصحراوي           | رالي داكار نوار الالف عرقوب    | رالي السلام                    |
| ---------------- | ------------------------------ | ------------------------------ | ------------------------------ | ------------------------------ |
| البطولة          | الإمارات الوطنية للراليات      | الإمارات الوطنية للراليات      | الإمارات الوطنية للراليات      | الإمارات الوطنية للراليات      |
| الجولة           | الأولى                         | الثانية                        | الثالثة                        | الرابعة                        |
| المركز           | الأول                          | الأول                          | الأول                          | الأول                          |
| السائقين         | خليفة المطيوعي ـ مبارك الهاجري | خليفة المطيوعي ـ مبارك الهاجري | خليفة المطيوعي ـ مبارك الهاجري | خليفة المطيوعي ـ مبارك الهاجري |
| السيارة          | لاندروفر                       | لاندروفر                       | لاندروفر                       | تويوتا سيليكا                  |
| الفئة / المجموعة | --                             | --                             | --                             | --                             |
| ملحوظة           | --                             | --                             | --                             | --                             |

### نتائج لعام 2000
| اسم الرالي       | أدنوك للتوزيع رالي الإمارات الدولي    | رالي قطر الدولي             | رالي البحرين الدولي                   | رالي الأردن الدولي                        | رالي لبنان الدولي                              | رالي دبي الدولي             | رالي سوريا الدولي ـ تدمر 2000 |
| ---------------- | ------------------------------------- | --------------------------- | ------------------------------------- | ----------------------------------------- | ---------------------------------------------- | --------------------------- | ----------------------------- |
| البطولة          | الشرق الأوسط للراليات                 | الشرق الأوسط للراليات       | الشرق الأوسط للراليات                 | الشرق الأوسط للراليات                     | الشرق الأوسط للراليات                          | الشرق الأوسط للراليات       | الشرق الأوسط للراليات         |
| الجولة           | الأولى                                | الثانية                     | الثالثة                               | الرابعة                                   | الخامسة                                        | السابعة                     | --                            |
| المركز           | الخامس (الثالث ضمن سيارات المجموعة ن) | --                          | الثالث (الثاني ضمن سيارات المجموعة ن) | --                                        | 15 (الأول ضمن سيارات الفورمولا 2 المجموعة "ن") | التاسع                      | الثاني                        |
| السائقين         | حمد السويدي ـ مبارك الهاجري           | حمد السويدي ـ مبارك الهاجري | حمد السويدي ـ مبارك الهاجري           | حمد السويدي ـ مبارك الهاجري               | حمد السويدي ـ مبارك الهاجري                    | أحمد الصبان ـ مبارك الهاجري | حمد السويدي ـ مبارك الهاجري   |
| السيارة          | ميتسوبيشي لانسر إيفو5                 | ميتسوبيشي لانسر إيفو5       | ميتسوبيشي لانسر إيفو5                 | ميتسوبيشي لانسر إيفو6                     | رينو كليو وليامس                               | ميتسوبيشي لانسر إيفو6       | ميتسوبيشي لانسر إيفو5         |
| الفئة / المجموعة | --                                    | --                          | --                                    | --                                        | --                                             | --                          | --                            |
| ملحوظة           | --                                    | انسحب الفريق بسبب حادث      | --                                    | انسحب الفريق بسبب حادث في المرحلة الرابعة | --                                             | --                          | --                            |

### نتائج لعام 2001
| اسم الرالي       | أدنوك للتوزيع رالي الإمارات الدولي | رالي قطر الدولي              | رالي البحرين الدولي          | رالي الأردن الدولي           | رالي لبنان الدولي            | رالي سوريا                               | قطر المحلية للراليات            | قطر المحلية للراليات            | ماريوت رالي السعودية         |
| ---------------- | ---------------------------------- | ---------------------------- | ---------------------------- | ---------------------------- | ---------------------------- | ---------------------------------------- | ------------------------------- | ------------------------------- | ---------------------------- |
| البطولة          | الشرق الأوسط للراليات              | الشرق الأوسط للراليات        | الشرق الأوسط للراليات        | الشرق الأوسط للراليات        | الشرق الأوسط للراليات        | الشرق الأوسط للراليات                    | قطر المحلية للراليات            | قطر المحلية للراليات            | ماريوت رالي السعودية         |
| الجولة           | الأولى                             | الثانية                      | الثالثة                      | الرابعة                      | الخامسة                      | السادسة                                  | الثانية                         | الثالثة                         | --                           |
| المركز           | --                                 | الرابع                       | الرابع                       | السابع                       | 11                           | --                                       | الأول                           | --                              | الأول                        |
| السائقين         | مبارك الهاجري ـ آلان هاريمان       | مبارك الهاجري ـ آلان هاريمان | مبارك الهاجري ـ آلان هاريمان | مبارك الهاجري ـ آلان هاريمان | مبارك الهاجري ـ آلان هاريمان | مبارك الهاجري ـ آلان هاريمان             | مبارك الهاجري ـ عبدالله الهاجري | مبارك الهاجري ـ عبدالله الهاجري | محمد بن سليّم ـ مبارك الهاجري |
| السيارة          | ميتسوبيشي لانسر إيفو6              | ميتسوبيشي لانسر إيفو6        | ميتسوبيشي لانسر إيفو6        | ميتسوبيشي لانسر إيفو6        | ميتسوبيشي لانسر إيفو6        | ميتسوبيشي لانسر إيفو6                    | ميتسوبيشي لانسر إيفو6           | ميتسوبيشي لانسر إيفو6           | فورد فوكوس                   |
| الفئة / المجموعة | المجموعة "ن"                       | المجموعة "ن"                 | المجموعة "ن"                 | --                           | --                           | --                                       | --                              | --                              | أ                            |
| ملحوظة           | انسحاب بسبب عطل في المرحلة الاولى  | --                           | --                           | --                           | --                           | انسحب الفريق بسب حادث في المرحلة السادسة | --                              | انسحاب بسبب عطل ميكانيكي        | مثال                         |

### نتائج لعام 2002
| اسم الرالي       | رالي قطر الدولي                                    | رالي البحرين الدولي                                     | رالي لبنان الدولي                         | رالي الأردن                     | رالي دبي الدولي                              |
| ---------------- | -------------------------------------------------- | ------------------------------------------------------- | ----------------------------------------- | ------------------------------- | -------------------------------------------- |
| البطولة          | الشرق الأوسط للراليات                              | الشرق الأوسط للراليات                                   | الشرق الأوسط للراليات                     | الشرق الأوسط للراليات           | الشرق الأوسط للراليات                        |
| الجولة           | الأولى                                             | الثانية                                                 | الثالثة                                   | الخامسة                         | السابعة الاخيرة                              |
| المركز           | --                                                 | --                                                      | --                                        | السادس                          | --                                           |
| السائقين         | مبارك الهاجري ـ آلان هاريمان                       | مبارك الهاجري ـ آلان هاريمان                            | مبارك الهاجري ـ آلان هاريمان              | مبارك الهاجري ـ عبدالله الهاجري | مبارك الهاجري ـ عبدالله الهاجري              |
| السيارة          | ميتسوبيشي لانسر إيفو6                              | ميتسوبيشي لانسر إيفو7                                   | ميتسوبيشي لانسر إيفو7                     | ميتسوبيشي لانسر إيفو6           | ميتسوبيشي لانسر إيفو6                        |
| الفئة / المجموعة | --                                                 | --                                                      | --                                        | --                              | ن                                            |
| ملحوظة           | انسحب الفريق بسبب عطل في ناقل الحركة في المرحلة 11 | انسحب الفريق بسبب عطل في جهاز التعليق في المرحلة الاولى | انسحب الفريق بسبب حادث في المرحلة الخامسة | --                              | انسحب الفريق بسبب عطل ميكانيكي في المرحلة 13 |

### نتائج لعام 2008
| اسم الرالي       | رالي لبنان الدولي                        |
| ---------------- | ---------------------------------------- |
| البطولة          | الشرق الأوسط للراليات                    |
| الجولة           | الرابعة                                  |
| المركز           | --                                       |
| السائقين         | مبارك الهاجري ـ وائل مرجان               |
| السيارة          | ميتسوبيشي لانسر إيفو8                    |
| الفئة / المجموعة | ن                                        |
| ملحوظة           | انسحاب بسبب مشكلة ميكانيكة في المرحلة 15 |

### نتائج لعام 2009
| اسم الرالي       | رالي قطر الدولي               | رالي الكويت الدولي                    | رالي سوريا الدولي         | رالي لبنان الدولي         |
| ---------------- | ----------------------------- | ------------------------------------- | ------------------------- | ------------------------- |
| البطولة          | الشرق الأوسط للراليات         | الشرق الأوسط للراليات                 | الشرق الأوسط للراليات     | الشرق الأوسط للراليات     |
| الجولة           | الأولى                        | الثانية                               | الثالثة                   | الرابعة                   |
| المركز           | الثامن                        | --                                    | الثالث                    | الخامس                    |
| السائقين         | مبارك الهاجري ـ عادل حسين     | مبارك الهاجري ـ عادل حسين             | مبارك الهاجري ـ عادل حسين | مبارك الهاجري ـ عادل حسين |
| السيارة          | سوبارو إيمبريزا أس تي آي 2006 | سوبارو إيمبريزا دبليو آر إكس أس تي آي | سوبارو إيمبريزا           | سوبارو إيمبريزا           |
| الفئة / المجموعة | --                            | --                                    | --                        | --                        |
| ملحوظة           | --                            | انسحب الفريق بسبب حادث في المرحلة 11  | --                        | --                        |

### نتائج لعام 2010
| اسم الرالي       | رالي قطر الدولي                                       | رالي الكويت الدولي                          | رالي الأردن الدولي                                | رالي الشرقية ـ السعودية                                        | رالي لبنان الدولي                                          |
| ---------------- | ----------------------------------------------------- | ------------------------------------------- | ------------------------------------------------- | -------------------------------------------------------------- | ---------------------------------------------------------- |
| البطولة          | الشرق الأوسط للراليات                                 | الشرق الأوسط للراليات                       | الشرق الأوسط للراليات                             | الشرق الأوسط للراليات                                          | الشرق الأوسط للراليات                                      |
| الجولة           | الأولى                                                | الثانية                                     | الثالثة                                           | الرابعة                                                        | الخامسة                                                    |
| المركز           | --                                                    | --                                          | --                                                | --                                                             | --                                                         |
| السائقين         | مبارك الهاجري ـ عادل حسين                             | مبارك الهاجري ـ عادل حسين                   | مبارك الهاجري ـ باتريك وولش                       | مبارك الهاجري ـ باتريك وولش                                    | مبارك الهاجري ـ غريغ درو                                   |
| السيارة          | سوبارو إيمبريزا 2009                                  | سوبارو إيمبريزا 2009                        | سوبارو إيمبريزا                                   | ميتسوبيشي لانسر إيفو9                                          | سوبارو إيمبريزا                                            |
| الفئة / المجموعة | ن4                                                    | ن4                                          | ن4                                                | ن4                                                             | ن4                                                         |
| ملحوظة           | انسحب الفريق بسبب تضرر مبرد المياه في المرحلة الرابعة | انسحب الفريق بسبب تضرر المحرك في المرحلة 11 | انسحب الفريق بسبب تعطل ذراع التعليق في المرحلة 21 | انسحب الفريق بسبب ارتفاع حرارة محرك السيارة في المرحلة الرابعة | انسحب الفريق بسبب خسارة قوة محرك السيارة في المرحلة الأولى |

### نتائج لعام 2011
| اسم الرالي       | قطر للراليات                   | رالي قطر الدولي                |
| ---------------- | ------------------------------ | ------------------------------ |
| البطولة          | قطر للراليات                   | الشرق الأوسط للراليات          |
| الجولة           | الاولى                         | الأولى                         |
| المركز           | الثاني                         | الثاني                         |
| السائقين         | مبارك الهاجري ـ عارف يوسف محمد | مبارك الهاجري ـ عارف يوسف محمد |
| السيارة          | سوبارو إيمبريزا                | سوبارو إيمبريزا                |
| الفئة / المجموعة | --                             | ن4                             |
| ملحوظة           | --                             | --                             |

### نتائج لعام 2012
| اسم الرالي       | رالي قطر الدولي                                  |
| ---------------- | ------------------------------------------------ |
| البطولة          | الشرق الأوسط للراليات                            |
| الجولة           | الأولى                                           |
| المركز           | --                                               |
| السائقين         | مبارك الهاجري ـ عارف يوسف محمد                   |
| السيارة          | سوبارو إيمبريزا                                  |
| الفئة / المجموعة | ن4                                               |
| ملحوظة           | انسحب الفريق بسبب تضرر المحرك في المرحلة العاشرة |

### نتائج لعام 2020
| اسم الرالي       | "مناطق" رالي قطر كروس كانتري                                                                  | "مناطق" قطر الوطنية للباها                        | "مناطق" قطر الوطنية للباها                        |
| ---------------- | --------------------------------------------------------------------------------------------- | ------------------------------------------------- | ------------------------------------------------- |
| البطولة          | "فيا" كأس العالم للراليات الصحراوية "كروس كانتري"                                             | "فيا" كأس العالم للراليات الصحراوية "كروس كانتري" | "فيا" كأس العالم للراليات الصحراوية "كروس كانتري" |
| الجولة           | الأولى                                                                                        | الثانية                                           | الثالثة                                           |
| المركز           | 12                                                                                            | الثالث                                            | الأول                                             |
| السائقين         | مبارك الهاجري ــــ لوران ليشتلوشتر                                                            | مبارك الهاجري ــــ لوران ليشتلوشتر                | مبارك الهاجري ــــ لوران ليشتلوشتر                |
| السيارة          | كان ـ أم مافريك إكس3 (تي3)                                                                    | كان ـ أم مافريك إكس3 (تي3)                        | كان ـ أم مافريك إكس3 (تي3)                        |
| الفئة / المجموعة | --                                                                                            | --                                                | --                                                |
| ملحوظة           | انسحب الفريق من الجولة الاولى من بطولة "مناطق" قطر الوطنية للباها بسبب تضرر ذراع جهاز التعليق | --                                                | --                                                |

## الحياة العائلية
متزوج من الفنانة الإماراتية أحلام وله منها ثلاثة أبناء: فاهد مواليد (2004) وفاطمة مواليد (2008) ولولوة مواليد (2010).

## روابط خارجية
- مبارك الهاجري على موقع eWRC-results.com (الإنجليزية)
- برنامج المنتدى الرياضي الحلقة الأولى على يوتيوب
- برنامج مواتر 22 – 06 – 2012 على يوتيوب
- أبطال الراليات القطريون في رالي الأردن 2010.